# Distrito de Paruro
Paruro es un distrito de la provincia homónima del departamento del Cuzco. Es sede de la capital provincial (cercado).

## Historia
Oficialmente, el distrito de Paruro fue creado el 21 de junio de 1825 mediante Decreto del Libertador Simón Bolívar. Posteriormente fue reconocida por Ley N° 683 de 21 de diciembre de 1907.
La ciudad de Paruro es la capital de la Provincia Paruro en la Región Cusco. La provincia de Paruro se encuentra localizada en el departamento y región de Cusco. 

## Geografía
La capital es el poblado de Paruro, situado a 3 068 m s. n. m.

## Autoridades

### Municipales
- 2011-2014[2]
  - Alcalde: Alcalde: Juan de Dios Ramos Pariguana, del Movimiento Gran Alianza Nacionalista (GAN).
  - Regidores: Rosi Honorato Escalante Delgado (GAN), Edmundo Álvarez Sinche (GAN), María Frida Cordova Granilla (GAN), Vladimiro Angulo Iturriaga (GAN), Marco César Huaman Candia (GAN), Yrma Jacqueline Pancorbo Huarcaya (Somos Perú), Mario Gutiérrez Olivera (Restauración Nacional).

### Religiosas
- Decano: Pbro. Guillermo Arqque Quispe (Parroquia de Nuestra Señora de la Natividad).

### Policiales
- Comisario:

### Atractivos turísticos de Paruro
El Complejo Arqueológico de Mauk’allaqta, también llamado Maukallaqta o Maucallaqta, es uno de los atractivos turísticos con los que cuenta el distrito de Paccaritambo, dentro de la provincia de Paruro.
Aguas Termales de Yaurisque. En el distrito de Yaurisque, Paruro, Cusco, se encuentran las Aguas Termales de Yaurisque, un atractivo termomedicinal que se halla a cargo de la Municipalidad Distrital.